# Assiminea succinea
Assiminea succinea là một loài ốc có mài nhỏ, là động vật thân mềm chân bụng sống ở biển trong họ Assimineidae.
Vở dài tối đa ghi nhận được là 3 mm.